# 蔡一德
蔡一德（17世紀—17世紀），字爾瑞，號石麟，廣東瓊州府瓊山縣遵都鄉人，明朝政治人物。

## 生平
蔡一德是嘉靖十三年舉人蔡廷相的曾孫，崇禎三年舉人蔡一暘的兄長；他在崇禎九年（1637年）自定安縣學中舉人，十三年（1640年）成特用出身，上表時稱旨，但得起用時就已經去世。

## 引用
1. 1 2  咸豐《瓊山縣志·卷二十·人物志》：蔡廷相，字仲揆，又字元弼，號石潭，疊村人。……曾孫一德，字爾瑞，號石麟，崇禎丙子舉人，庚辰［特用］進士。上表稱旨，將大用而卒。弟一暘，字爾開，號寅谷，性孝順，崇禎庚午舉人……
2. ↑  咸豐《瓊山縣志·卷十五·選舉志》：崇禎九年丙子（舉人） 蔡一德 遵都人，一暘兄，庚辰進士，有傳。
3. ↑  光緒《瓊州府志·卷二十六·選舉志》：崇禎十五年壬午【十三年庚辰】 蔡一德 瓊山人，定安學